# Pokłon pasterzy (obraz El Greca)
Pokłon pasterzy – obraz olejny hiszpańskiego malarza pochodzenia greckiego Dominikosa Theotokopulosa, znanego jako El Greco. Dzieło zdobiło lewy boczny ołtarz w kościele bernardynów Santo Domingo de Silos w Toledo.
Motyw przedstawiony na obrazie został zaczerpnięty z Ewangelii św. Łukasza (2: 15-21) i dotyczy wydarzeń zaraz po narodzeniu Chrystusa.

## Opis obrazu
Pokłon pasterzy powstał jako jeden z ostatnich dzieł zamówionych do kościoła Santo Domingo de Silos. Według historyków stanowi punkt styczny dla elementów sztuki włoskiej jaką przemycał w pracach jeszcze El Greco a przemianą artysty i jego indywidualnego hiszpańskiego stylu. Obraz nawiązuje do dzieła Correggia Święta noc; kompozycję wpisuje w elipsę, rozwiązanie podpatrzone podczas pobytu w Rzymie. Są to jedyne włoskie reminiscencje i wpływy w jego pracy. Ze swojego dorobku wykorzystuje postać chłopca dmuchającego w żar, bohatera obrazu Chłopiec zapalający świeczkę, tu będącego jednym z pasterzy przy żłobku. Błędnie wykorzystana elipsa kompozycji powoduje stworzenie pustej przestrzeni zamiast głębi a postacie ustawione są schodkowo. Przestrzeń zanika i już nigdy El Greco nie będzie próbował ją stworzyć; jego postacie będą oddzielone od siebie jedynie słabo zaznaczonymi konturami.
Jedyną techniką jaką będzie się posługiwał artysta będzie światło. Pierwsze jego wykorzystanie można zauważyć w Pokłonie pasterzy. Widoczni z prawej strony dwaj aniołowie unoszący się pod wąskim sierpem nowiu, bardziej przypominają widma. Gloria unosząca się na górze, choć jeszcze z wizerunkami aniołów zamienia się w świetliste promienie. Pośrodku, leży maleńkie Dzieciątko od którego bije największy blask oświetlający pochylonych nad nim pasterzy z wizerunkami prostych chłopów. Blask ten nawiązuje do Jezusa jako źródła światła dla całego świata. El Greco będąc intelektualistą, umieszcza bardziej racjonalne uzasadnienie dokonanego cudu sankcjonując je wizerunkiem komentatora Pisma Świętego, proroka Izajasza (na pierwszym planie po prawej stronie). Przedstawiony jako starzec, w jednej ręce trzyma otwartą biblię, a w drugiej świece jedyne, własne źródło światła obejmujące jego sylwetkę a głównie głowę zwróconą do widza. W ten sposób prorok interpretując karty Pisma i patrząc na widza chce upewnić się czy dobrze zrozumiał cud narodzin Zbawiciela.